# 아테니엔세스 데 마나티
아테니엔세스 데 마나티(Atenienses de Manatí)는 푸에르토리코 마나티에 위치했던 프로 야구팀이다. 2005년 시즌 이후 산후안 산투르세로 연고지를 옮긴 이후 캉그레헤로스 데 산투르세로 팀명이 변경되었다.